# Kevin Bonifazi
Kevin Bonifazi (Toffia, 19 mei 1996) is een Italiaanse voetballer die doorgaans als verdediger speelt. Hij verruilde SPAL in juli 2021 voor Bologna.

## Clubcarrière
Bonifazi speelde in de jeugd van Tor Tre Teste en Siena. Toen laatstgenoemde club failliet ging, werd hij opgenomen in de jeugdopleiding van Torino. Zijn debuut in het betaald voetbal maakte hij in het shirt van Benevento, op dat moment actief in de Serie C. Bonifazi speelde hier de eerste seizoenshelft van 2015/16 op basis van een huurcontract. Torino verhuurde hem daarna ook nog aan Casertana FC en drie keer aan SPAL. Hiermee kwam uit in 2016/17 uit in de Serie B en in zowel 2018/19 als in de tweede seizoenshelft van 2019/20 in de Serie A. Hij maakte met SPAL zowel een kampioenschap (2016/17) als een degradatie (2019/20) mee.
Bonifazi verruilde Torino in september 2020 definitief voor SPAL, maar hij zou hier geen wedstrijd meer voor spelen. De Italiaanse club verhuurde hem vijf dagen na zijn komst aan Udinese en verkocht hem in juli 2021 aan Bologna. Bonifazi fungeerde in alle drie zijn huurperiodes bij SPAL en ook in zijn jaar bij Udinese vooral als basisspeler. Na zijn overgang naar Bologna moest hij genoegen gaan nemen met een rol als reservespeler.

## Interlandcarrière
Bonifazi werd in maart 2017 voor het eerst opgeroepen voor Italië –21, de eerste nationale jeugdselectie waarin hij werd opgenomen. Hiermee nam hij twee jaar later deel aan het EK –21 van 2019.

## Erelijst
| Kampioen Serie B | 1x | 2016/17 |

1 Früchtl ·
2 Pelmard ·
3 Rebić ·
4 Gaspar ·
5 Berisha ·
6 Baschirotto  ·
7 Morente ·
8 Rafia ·
9 Krstović ·
10 Oudin ·
11 Sansone ·
12 Guilbert ·
13 Dorgu ·
14 Helgason ·
16 González ·
19 Jean ·
20 Ramadani ·
21 Bonifazi ·
22 Banda ·
23 Burnete ·
24 Corfitzen ·
25 Gallo ·
27 McJannet ·
28 Esposito ·
29 Coulibaly ·
30 Falcone ·
32 Samooja ·
34 Daka ·
36 Marchwiński ·
40 Hasa ·
42 Addo ·
50 Pierotti ·
75 Pierret ·
77 Kaba ·
98 Borbei ·
Coach: Giampaolo